# 都市法
都市法（、英語：City rightsまたはTown privileges）とは、中世のヨーロッパで領主が領地内の町に与えた交易権やギルド結成権などの諸権利（または法）のこと。これらの権利を得た町は周辺の町より力を持ち「都市（City）」とよばれた。また、自治権や課税権も与えられることが多かった。　都市権や都市特権と翻訳されている場合もある。

## ドイツの都市法
いわゆる中・東欧地域への都市法（ドイツ語：Stadtrecht）の普及は、ドイツ植民以降のことであり、13世紀を頂点とする。
数多くの都市の建設、具体的な法による都市の地位の決定、といったことがなされた。
- リューベック法（1188年） - バルト海方面（エストニアからプロイセンなど）の100以上の都市で適用された。ダンツィヒなど。バルト・ドイツ人、ハンザ同盟も参照。
- マクデブルク法 - ブランデンブルク、シレジア、ボヘミア北部，モラヴィア、ポーランドの都市・村、ドイツ騎士団領（ラトビア）の都市・村、ベッサラビア、ウクライナなどで適用。ジトーミルなど。
- ニュルンベルク法 - ニュルンベルク、チェコ中部・西部、ハンガリー、トランシルバニア
- メクレンブルク法 - バルト海
- シュヴァーベン法 - シュヴァーベン、チェコ
- ブルノ法（ブリュン法） - 南モラヴィア
- イフラヴァ法（イグラウ法） - チェコ王が13世紀後半モラヴィアのイグラウ市のため製作、カルパティア山脈の鉱山都市（ハンガリーなど）で適用された
- カリシュ法 - カリシュ市